# داگلاس واکیهوری
داگلاس واکیهوری (انگلیسی: Douglas Wakiihuri؛ زادهٔ ۲۶ سپتامبر ۱۹۶۳) دونده ماراتن، دونده دو استقامت، و ورزشکار دو و میدانی اهل کنیا است.